# Sunset Crater Volcano National Monument

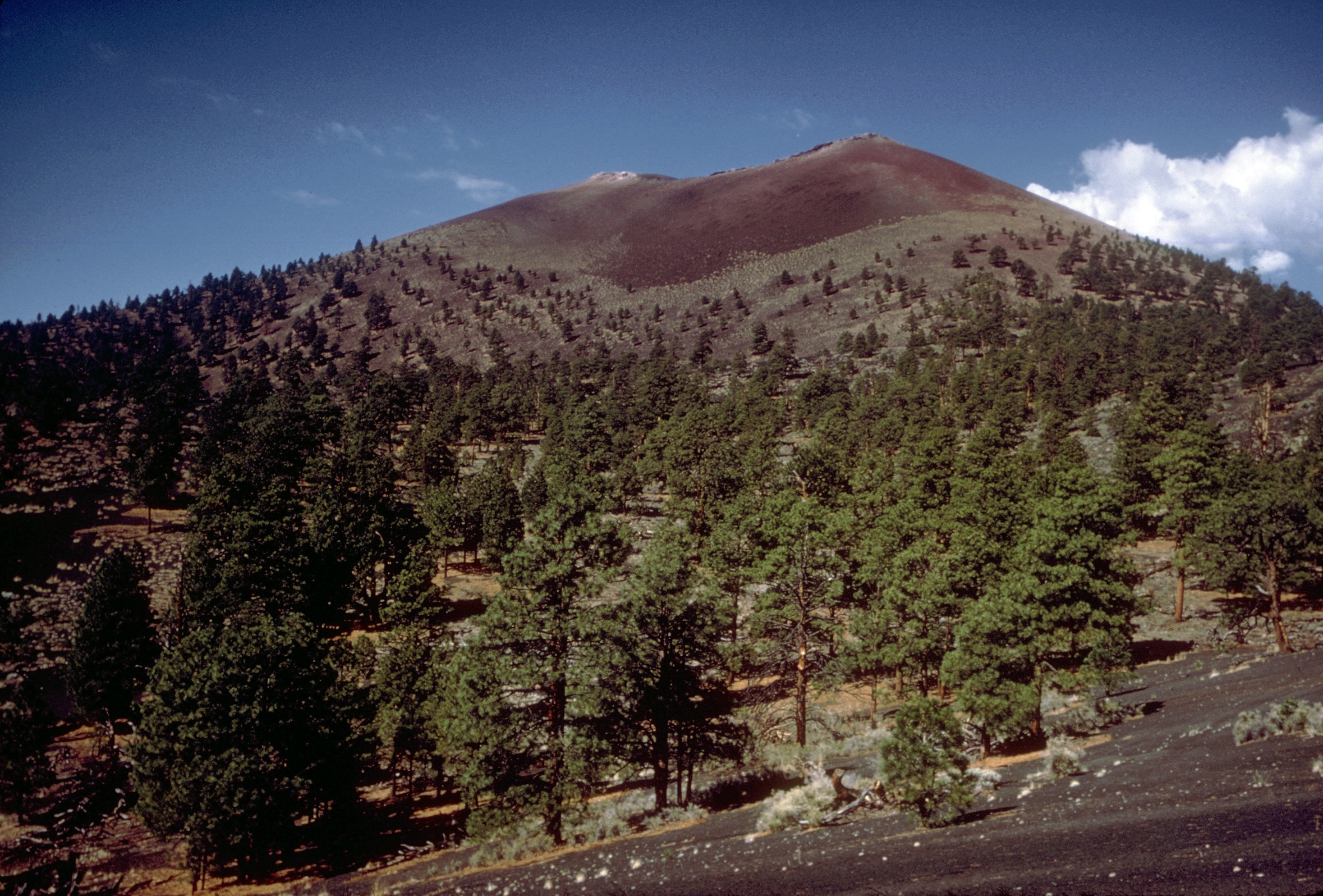
Sunset Crater

Sunset Crater Volcano National Monument – amerykański pomnik narodowy, w stanie Arizona. Obejmuje on Krater Zachodzącego Słońca (ang. Sunset Crater), którego ostatnia erupcja miała miejsce około 1070 roku, wraz z okolicami. Powierzchnia pomnika wynosi 12,30 km².
Obszar został objęty ochroną jako Sunset Crater National Monument decyzją prezydenta Herberta Hoovera z 26 maja 1930 roku. Obecną nazwę pomnik otrzymał 16 listopada 1990 roku. Podobnie jak większość pomników narodowych zarządzany jest przez National Park Service.